# Donne in WWE

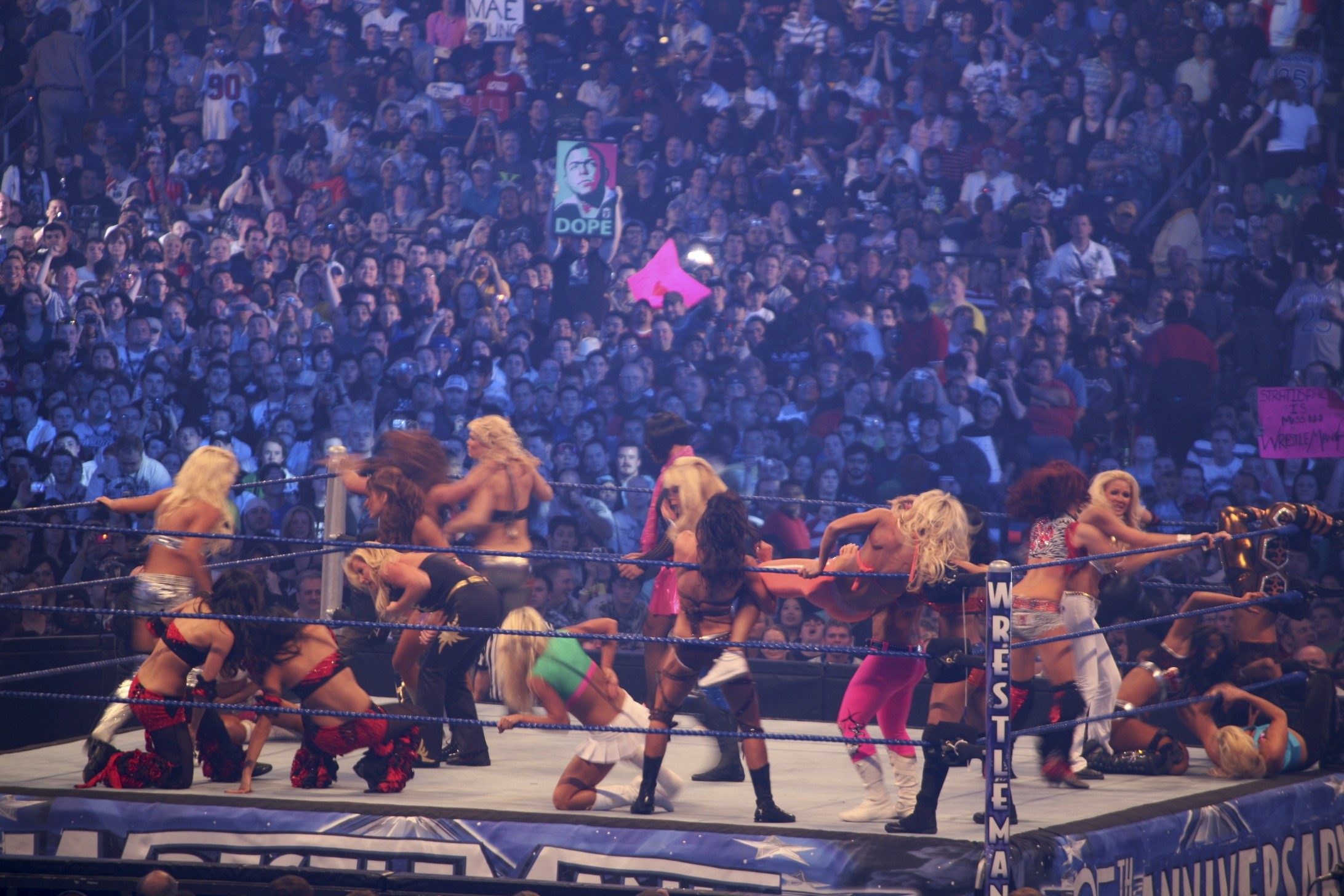
Fase di una Battle Royal femminile a WrestleMania 25 (2009)

Nel corso della storia della WWE, le donne hanno ricoperto ruoli di vario genere, sia come lottatrici sia come vallette, intervistatrici o annunciatrici.
A metà degli anni novanta la federazione introdusse il termine Diva per riferirsi alle personalità di sesso femminile presenti nel proprio roster; tuttavia il termine cadde in disuso a metà degli anni duemiladieci, quando iniziarono a chiamarsi Superstar (stesso epiteto utilizzato per gli uomini).

## Storia

### Primi anni (1983–1988)

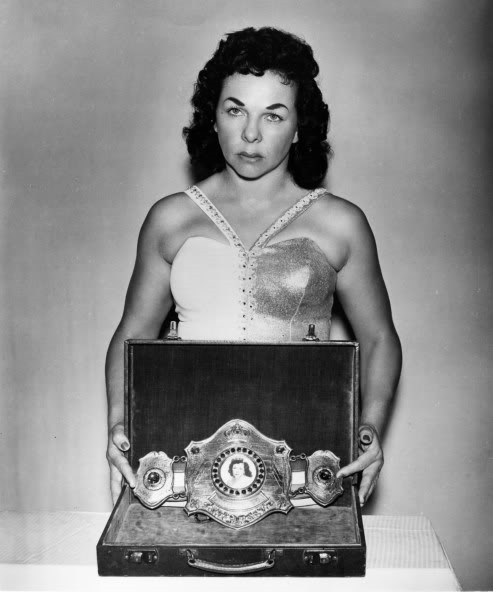
Fabulous Moolah è riconosciuta dalla WWE per aver detenuto il titolo femminile per oltre ventisette anni

Nel 1983 Fabulous Moolah, all'epoca detentrice legale dell'NWA World Women's Championship, fu assunta dalla World Wrestling Federation (WWF) e vendette i diritti del titolo alla federazione che riconobbe la Moolah come prima WWF Women's Champion. In più, la WWF riconobbe la Moolah come campionessa sin dalla sua prima vittoria contro Judy Grable nel 1956 ignorando gli altri regni e le perdite del titolo durante l'esistenza del titolo nell'NWA. La WWF introdusse in seguito il WWF Women's Tag Team Championship riconoscendo come prime campionesse Princess Victoria e Velvet McIntyre.
L'anno successivo, la cantante Cyndi Lauper iniziò una rivalità a parole con il manager "Captain" Lou Albano; ciò portò il wrestling nella cultura mainstream dando vita alla "Rock 'n' Wrestling Connection". La rivalità tra la Lauper e Albano si concluse il 23 luglio a Brawl to End It All dove Moolah (in rappresentanza di Albano) perse il titolo contro Wendi Richter (in rappresentanza della Lauper). La Richter perse il titolo contro Leilani Kai, per poi riconquistarlo il 31 marzo 1985 a WrestleMania I.
Nell'estate del 1985, la WWF scrisse una storyline in cui tutti i manager cercavano di offrire i propri servizi a Randy Savage. Il 24 agosto a WWF Prime Time Wrestling, Savage rivelò Miss Elizabeth come sua manager. Nella vita reale Savage ed Elizabeth erano sposati, ma non venne menzionato nei programmi televisivi. Nel primo angle al quale prese parte la Elizabeth fu durante la rivalità tra Savage e George "The Animal" Steele nel 1986, nel quale Steele era innamorato della Elizabeth facendo ingelosire Savage che affrontò Steele in una serie di Grudge match.
Nel 1988, la Elizabeth fu soprannominata "The First Lady of the World Wrestling Federation" per essere stata la prima donna nella storia della federazione a svolgere il ruolo di manager. Quando Savage—che aveva formato un'alleanza con Hulk Hogan—voltò le spalle a Hogan nella prima parte del 1989, la Elizabeth si schierò dalla parte di Hogan nel mentre Savage assunse come nuova manager Sensational" Sherri. Sherri debuttò il 24 luglio 1987 sconfiggendo Fabulous Moolah per il WWF Women's Championship e mantenne il titolo per quindici mesi, per poi perderlo contro Rockin' Robin; dopo aver perso qualche match, la Martel si prese una breve pausa nella prima parte del 1989 per poi tornare come manager di Randy Savage. Inoltre, nel 1988 Mike McGuirk fu introdotta come prima ring announcer femminile della federazione.

### Prime vallette (1988–1993)

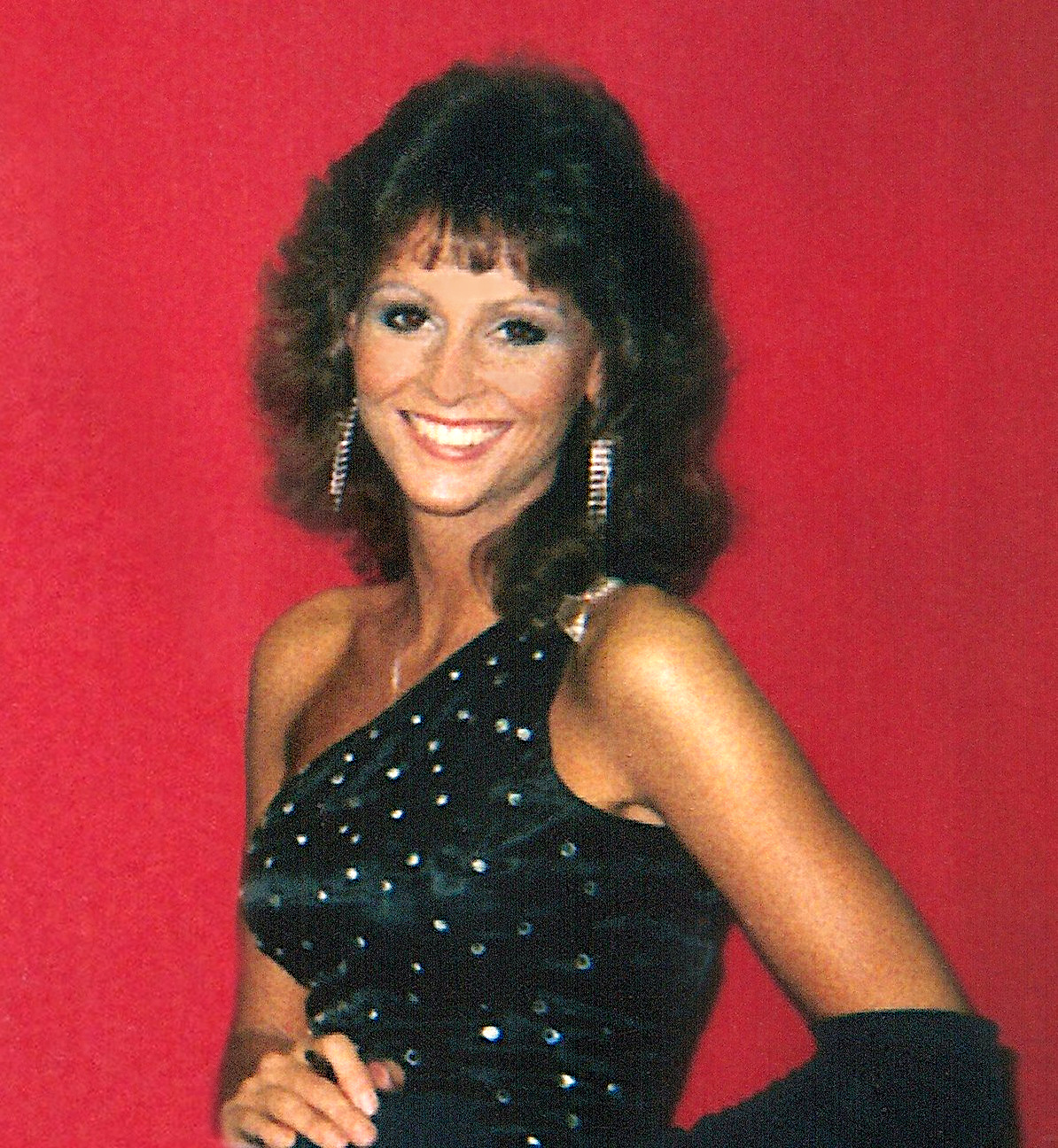
Miss Elizabeth ricoprì un ruolo di rilievo in WWE come valletta di Randy Savage

Nella prima edizione delle Survivor Series, si svolse il primo match ad eliminazione tra femmine. Nel febbraio del 1989, il WWF Women's Tag Team Championship venne tolto e le Glamour Girls (Leilani Kai e Judy Martin) furono le ultime detentrici del titolo. Nel novembre del 1989, Sapphire debuttò a Saturday Night's Main Event XXV come sostenitrice di Dusty Rhodes nel suo match contro Big Boss Man. Sapphire divenne la manager di Rhodes e successivamente il duo iniziò una rivalità con Randy Savage e Sensational Sherri che si concluse con la vittoria di Sapphire e Rhodes in un tag team match a WrestleMania VI.
Nel 1990, Sensational Sherri rimase al fianco di Randy Savage mentre Sapphire abbandonò la federazione a metà anno. Miss Elizabeth tornò nel 1991 a WrestleMania VII salvando Randy Savage da un attacco di Sensational Sherri in seguito alla sconfitta contro The Ultimate Warrior; la Elizabeth abbandonò la federazione nell'aprile del 1992; poco dopo aver abbandonato la WWF, la Elizabeth e Savage divorziarono nella vita reale. A WrestleMania IX, Luna Vachon fece il suo debutto accompagnando Shawn Michaels e successivamente si alleò con Bam Bam Bigelow. Sherri Martel abbandonò la federazione nel 1993.

### Invasione giapponese (1993–1995)

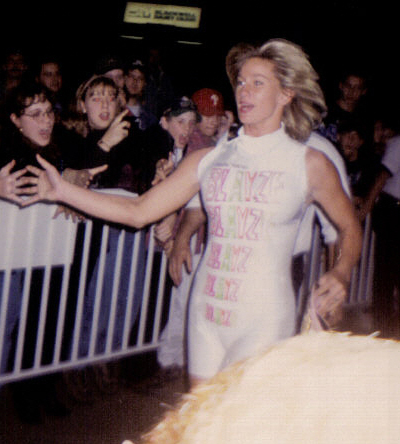
Alundra Blayze fu la prima donna a difendere il titolo femminile a WrestleMania

Nel 1993, la WWF reintegrò il Women's Championship, titolo vacante dal 1990, e Madusa Miceli fu portata in federazione per rilanciare la divisione femminile. Fece il suo debutto con il nome di Alundra Blayze. poiché il proprietario della WWF Vince McMahon non voleva pagare la Miceli a usare il nome Madusa, che lei aveva come marchio registrato. Alundra Blayze lottò in un torneo di sei donne che avrebbe incoronato la nuova campionessa, e nella finale schienò Heidi Lee Morgan il 13 dicembre 1993 all'evento All American Wrestling per vincere il titolo.
Dopo il torneo, la Miceli chiese alla direzione della WWF di portare una nuova wrestler per lottare contro di lei. L'ex campionessa Leilani Kai tornò brevemente in federazione a WrestleMania X affrontando la Blayze per il titolo. Verso la metà del 1994, Bull Nakano entrò a far parte del roster della WWF e iniziò una rivalità con la Miceli, la quale era impegnata in un'altra rivalità con Luna Vachon. La Blayze sconfisse la Nakano a SummerSlam, ma perse il titolo contro quest'ultima il 20 novembre 1994 all'evento Big Egg Wrestling Universe. Cinque mesi più tardi il 3 aprile 1995, la Blayze riconquistò il titolo sconfiggendo la Nakano in una puntata di Monday Night Raw. Come parte della storyline, immediatamente dopo la vittoria, fu attaccata da Bertha Faye, che le ruppe il naso. Nella realtà, la storyline venne ideata per permettere alla Miceli di sotto porsi a un'operazione per le protesi mammarie e una rinoplastica. Tornò il 27 agosto a Summerslam perdendo contro la Faye. Due mesi più tardi, Alundra Blyze vinse il titolo per la terza volta sconfiggendo la Faye il 23 ottobre. In seguito come parte di un piccolo scambio con l'All Japan Women's Pro Wrestling, varie wrestler giapponesi tra cui Aja Kong, fecero il loro debutto che portò a un elimination match alle Survivor Series. Nel mese di dicembre a causa dei problemi economici che la WWF aveva in quel momento, la Blayze fu rilasciata dal suo contratto e spogliata del titolo dopo essere tornata nella federazione rivale la World Championship Wrestling.

### Cambio di paradigma (1995–1997)

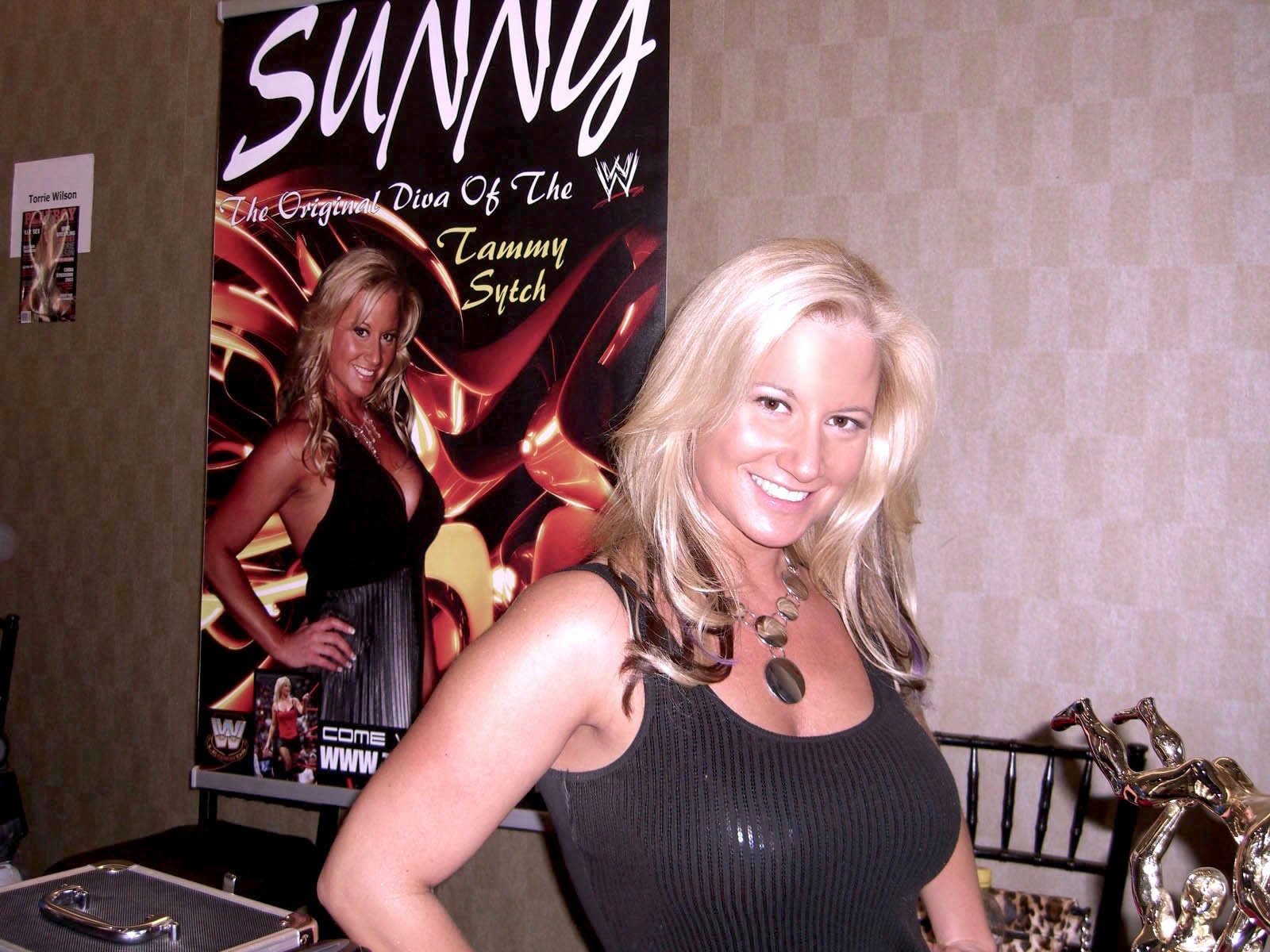
Sunny introdusse il concetto di una figura femminile più provocante rispetto agli standard dell'epoca

Sunny fece il suo debutto nel 1995 come manager dei Bodydonnas. Inizialmente il personaggio di Sunny fu lo stereotipo della manager femminile che era diventato popolare tra gli anni 80 e anni 90. Col tempo, il suo personaggio assunse un tono sessuale, considerando che le precedenti manager come Miss Elizabeth, erano rappresentate e coinvolte in storyline platoniche e romantiche.
Tra il 1996 e il 1997, Marlena, Sable e Chyna erano state annunciate come wrestler promettenti della federazione. Marlena e Sable assunsero lo stesso personaggio di Sunny, Marlena fumava dei sigari a bordo ring durante i match, mentre Sable arrivava al ring con delle tutine attillate. Marlena era la manager di Goldust, suo marito all'epoca, e Sable fu la manager di Marc Mero, suo marito all'epoca. Tuttavia, Sable superò in poco tempo la popolarità di suo marito. Chyna venne proposta come antitesi del resto delle donne, una culturista mascolina di cui l'identità sessuale era soggetta nelle prime storyline. Sunny, Sable e Marlena furono ulteriormente etichettate come sex symbol nelle riviste della WWF, che raffigurava mensilmente donne semi nude in posizioni suggestive o con vestiti provocanti. Luna Vachon tornò successivamente verso la fine del 1997 come manager di Goldust.

### Attitude Era (1997–2002)

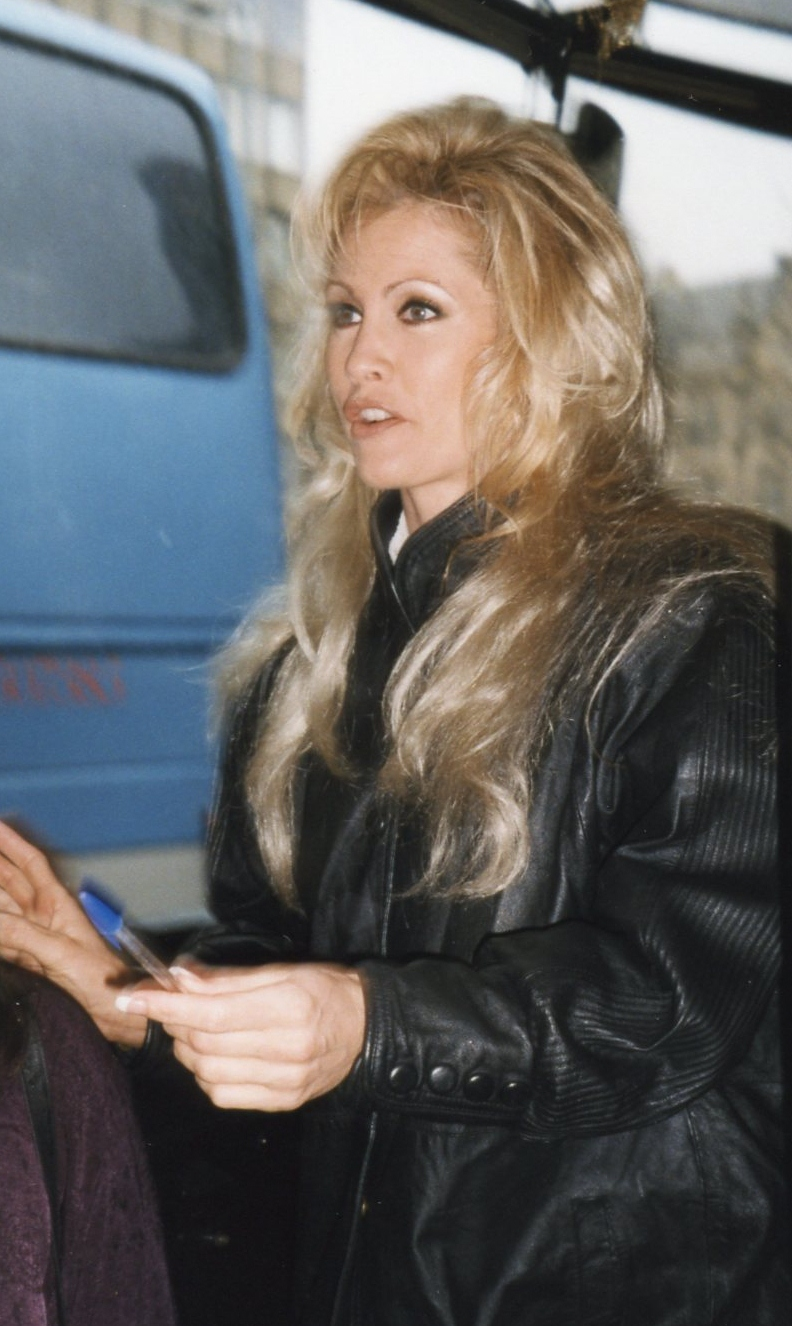
Sable fu una delle donne più iconiche dell'Attitude Era

Nel 1998, Debra fece il suo debutto e poco tempo dopo apparve nel Raw Magazine. All'inizio della sua carriera, Debra interpretò la parte dell'astuta imprenditrice che indossava un abito d'affari, e della fidanzata di Jeff Jarrett. Durante i match di Jarrett, Debra iniziò a utilizzare una nuova strategia che consisteva nel distrarre gli avversari sbottonandosi la blusa di proposito e mostrare le "puppies", soprannome conferito al suo seno da Road Dogg e in seguito utilizzato dal commentatore Jerry Lawler.
La rivalità tra Sable e Jacqueline, portò alla reingrazione del Women's Championship. La popolarità di Sable portò un cambiamento nel ruolo delle donne in WWF, basandosi meno sulla parte del lottato diventando delle delizie per gli occhi. Sable fu una delle prime a lottare nei match a stipulazione speciale come gli evening gown match, intergender tag team match e strap match e prese parte al primo bikini contest di sempre contro Jacqueline, e inoltre fu la prima wrestler ad essere apparse sulla copertina di Playboy. Diversamente da Jacqueline, Ivory, Tori e Luna Vachon, Sable ammise in seguito che nel suo contratto c'era scritto che non avrebbe potuto ricevere dei bump.
Sable divenne la prima wrestler a essere definita una "Diva" nella puntata di Raw Is War del 19 aprile 1999. Nel febbraio e agosto dello stesso anno debuttarono la veterana Ivory e Lilián García, la quale divenne la seconda annunciatrice femminile della federazione. Nella puntata di Raw Is War del 9 agosto, Chyna divenne la prima wrestler a lottare in un main event nel quale sconfisse Triple H e The Undertaker in un triple threat match diventando la prima sfidante al WWF Championship. Nella puntata di Raw Is War del 6 settembre, Ivory difese il titolo contro Tori nel primo hardcore match. The Fabulous Moolah tornò in WWF insieme a Mae Young nella puntata di SmackDown! del 9 settembre, Jeff Jarrett invitò Moolah sul ring per poi colpirla con la sua chitarra. Moolah e Young presero parte a diverse storyline comiche e Moolah tornò a lottare sul ring insieme a Mae Young il 27 settembre a Raw Is War sconfiggendo Ivory in un handicap match evening gown match che portò a un match valevole per il Women's Championship a No Mercy, vinto da Moolah che divenne la campionessa più anziana nella storia della federazione ma perse il titolo otto giorni dopo in una rivincita. Moolah e Mae Young continuarono ad apparire sporadicamente fino alla loro morte. Inoltre negli ultimi anni degli anni'90 fecero il loro debutto B.B. e The Kat che vinse il Women's Championship.
Nel febbraio 2000 fecero il loro debutto Lita, Trish Stratus e Molly Holly: Lita eseguiva delle rischiose mosse ad alto impatto rispetto alle Divas precedenti come il moonsault e la diving hurricanrana, Trish Stratus assunse il personaggio di una valletta sessuale e Molly Holly si aggiunse in seguito al roster entrando in contrasto con la maggior parte delle Divas assumendo una gimmick più sobria e un modesto ring attire. Nella puntata di Raw del 21 agosto, Stephanie McMahon-Helmsley perse il titolo contro Lita nel main event.
Nei primi mesi del 2001, Stratus iniziò una storyline con il chairman della federazione Mr. McMahon quando la moglie di McMahon, Linda, rimase paralizzata dopo aver ricevuto la richiesta di divorzio da McMahon il 7 dicembre 2000 a SmackDown! (kayfabe). La relazione tra McMahon e Stratus fece arrabbiare la figlia Stephanie McMahon. Il 25 febbraio a No Way Out, Stephanie sconfisse Stratus grazie all'interferenza di William Regal. The Kat abbandonò la compagnìa due giorni dopo il pay-per-view durante una storyline con i Right to Censor. Con il continuo della storyline tra Trish Stratus e Vince McMahon fu rivelato che Stratus era in realtà una vittima di Vince, Stephanie e Regal. L'angle continuò la settimana seguente a Raw quando Vince costrinse Stratus a spogliarsi e ad abbaiare come un cane. La storyline si concluse a WrestleMania X-Seven quando Stratus diede uno schiaffo a Vince durante il suo match contro Shane McMahon.
Nella primavera dello stesso anno la WWF acquistò le federazioni rivali, la World Championship Wrestling (WCW) e l'Extreme Championship Wrestling (ECW) e di conseguenza entrarono a far parte del roster della WWF diverse wrestler come Stacy Keibler, Torrie Wilson, Jazz e Sharmell; Keibler e Wilson fecero il loro debutto in estate, Jazz alle Survivor Series mentre Sharmell fu mandata nel territorio di sviluppo dell'Ohio Valley Wrestling (OVW) per poi venire promossa a SmackDown! nel ruolo di intervistatrice. In autunno Tori venne rilasciata dalla WWF nel mese di settembre mentre Chyna abbandonò la federazione verso la fine di novembre a causa dei reali contrasti tra lei, Stephanie McMahon e Triple H. L'abbandono di Chyna (detentrice del Women's Championship all'epoca) costrinse la WWF a rendere vacante il titolo fino alle Survivor Series. Nello stesso periodo, Stratus fu allenata da Fit Finlay (responsabile degli incontri femminili), migliorando drasticamente le sue abilità nel ring. Stratus raggiunse in poco tempo la vetta della divisione femminile conquistando il Women's Championship alle Survivor Series.

### Ruthless Aggression Era (2002–2008)

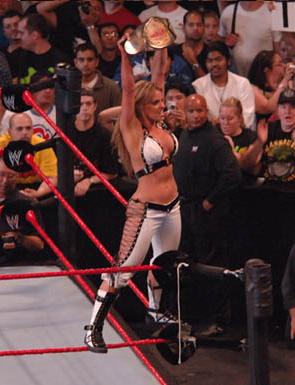
Trish Stratus vinse il titolo femminile per sette volte in carriera

Gran parte del 2002 fu basato sulle rivalità di Trish Stratus con Jazz, Molly Holly e la ri-debuttante Victoria per il Women's Championship. Nell'aprile dello stesso anno, Lita subì un infortunio al collo mentre stava filmando una scena nella serie televisiva Dark Angel e rimase fuori dalle scene per quasi un anno e mezzo. Durante il recupero, svolse il ruolo di cronista a Sunday Night Heat.
A partire dal 5 maggio 2002, la divisione femminile iniziò ad espandersi tra ritorni e abbandoni di vecchie star quando la WWF cambiò ufficialmente nome in World Wrestling Entertainment (WWE) e iniziò ad assumere diverse wrestler tra cui le vincitrici del reality show Tough Enough (Nidia nel 2001, Linda Miles e Jackie Gayda nel 2002). Debra lasciò la federazione nel mese di giugno insieme a suo marito Steve Austin. Sable tornò in WWE il 3 aprile 2003 a SmackDown! dopo il controverso abbandono nel 1999; la prima storyline alla quale prese parte fu con Torrie Wilson, apparsa su Playboy in quel periodo. La divisione femminile della WWE cominciò ad orientarsi in incontri combattuti precedentemente solo dagli uomini (anche per il Women's Championship) come gli street fight e hardcore match. Molte Divas si affrontarono dai pillow fight, bra and panties match ai bikini contest basandosi sull'aspetto sessuale delle donne coinvolte.
Nel mese di giugno, Gail Kim divenne la prima wrestler di origine coreana a vincere il Women's Championship. Victoria e Lita si affrontarono nel primo steel cage match femminile nella puntata di Raw del 24 novembre.
La WWE introdusse il Diva Search che vide vincere Christy Hemme nella prima edizione. Nel dicembre 2004, Lita sconfisse Trish Stratus conquistando il Women's Championship nel secondo main event femminile della storia.
Verso la metà del 2004 (e negli anni successivi fino al 2011), la maggior parte delle Divas originali lasciarono la compagnia, tra cui Sable, Gail Kim, Nidia, Jazz, Shaniqua, Terri Runnels e Jacqueline dovuto a dei tagli di stipendi, seguite nella primavera del 2005 da Molly Holly, Jackie Gayda, Dawn Marie e Ivory, lasciando Trish Stratus, Lita, Victoria, Torrie Wilson, Stacy Keibler e Lilián García le uniche lottatrici originali rimanenti. Nel 2006, Stacy Keibler abbandonò la federazione per iniziare una carriera come attrice e verso la fine dell'anno anche Trish Stratus e Lita si ritirarono, rispettivamente a Unforgiven e Survivor Series; tra il 2007 e il 2011 seguirono poi Torrie Wilson, Sharmell, Victoria e Gail Kim (che era tornata in federazione nel 2009), lasciando Lilian Garcia come unica Divas originale fino al suo abbandono nella primavera del 2016.
Lita e Trish Stratus continuarono la loro rivalità all'inizio del 2005 affrontandosi a New Year's Revolution nel quale Lita si infortunò a una gamba; nonostante ciò, fece da manager a Christy Hemme nella sua rivalità con Trish Stratus per poi diventare la valletta di Edge. Sensational Sherri fece una breve apparizione nella puntata di SmackDown! del 25 marzo dove insieme a Kurt Angle si esibì in una parodia della musica d'ingresso di Shawn Michaels.
Melina fece il suo debutto il 14 aprile a SmackDown! come parte del trio degli MNM. Nonostante svolse il ruolo di manager, Melina sviluppò un personaggio più egocentrico definendosi la "Diva più dominante della WWE". Il suo debutto sul ring avvenne nella puntata di SmackDown! del 30 giugno in cui sconfisse Michelle McCool, mentre il suo debutto in pay-per-view avvenne il 24 luglio a The Great American Bash dove sconfisse Torrie Wilson in un bra and panties match. Trish Stratus tornò da un infortunio per aiutare Ashley Massaro contro Torrie Wilson, Victoria e Candice Michelle.
Mickie James debuttò in WWE nella puntata di Raw del 10 ottobre utilizzando il suo vero nome nel ruolo della fan ossessionata da Tish Stratus. Mickie James iniziò quindi una storyline con Trish Stratus nella quale lottarono insieme nei tag team match e con il passare delle settimane James iniziò ad avere una cotta per Stratus. Ciò portò a molti angle tra le due tra cui un Halloween Costume Contest nel quale James si vestì come Stratus e l'aiutò a mantenere il Women's Championship in un Fulfill Your Fantasy Battle Royal a Taboo Tuesday auto eliminandosi insieme a Victoria iniziando a usare la mossa finale di Stratus nel corso dei suoi match. Successivamente, la storyline tra James e Stratus sviluppò un angle lesbo quando James baciò Stratus sotto il vischio. Dopo non essere riuscita a conquistare il titolo a New Year's Revolution, James continuò ad essere innamorata di Stratus confessandole il suo amore alla Royal Rumble. Il 6 marzo a Raw, Stratus ebbe un confronto con James dicendole di prendersi una pausa.
A WrestleMania 22 James sconfisse Stratus per vincere il Women's Championship. La loro rivalità continuò a Backlash dove Stratus si infortunò alla spalla durante il match. Beth Phoenix debuttò a Raw l'8 maggio 2006 attaccando Mickie James che stava insultando Trish Stratus. Dopo l'accaduto, James se la prese con Phoenix affermando di "aver rovinato tutto". La settimana seguente, Phoenix fu introdotta da Stratus per poi attaccare James e affermare di averle rovinato la vita definendola "psicopatica".
Layla fece il suo debutto a SummerSlam in un segmento con altre Divas. La settimana successiva al pay-per-view, Layla debuttò nel roster di SmackDown! in un segmento con Mike "The Miz" Mizanin. In seguito, non apparve per un mese negli show televisivi della WWE e tornò il 22 settembre a SmackDown! dove ebbe un confronto con Kristal e Jillian Hall.
Nella puntata di Raw del 5 marzo 2007, Melina sconfisse Mickie James nel primo fals count anywhere match femminile di sempre. A Vengeance: Night of Champions, Candice Michelle divenne la prima wrestler proveniente dal Divas Search a vincere il Women's Championship. Nel dicembre 2007, Trish Stratus, Lita, Molly Holly e Sunny tornarono per una sola notte nella puntata del quindicesimo anniversario di Raw. A One Night Stand 2008, Beth Phoenix sconfisse Melina nel primo "I quit" match.

### Parental Guidance Era (2008–2013)

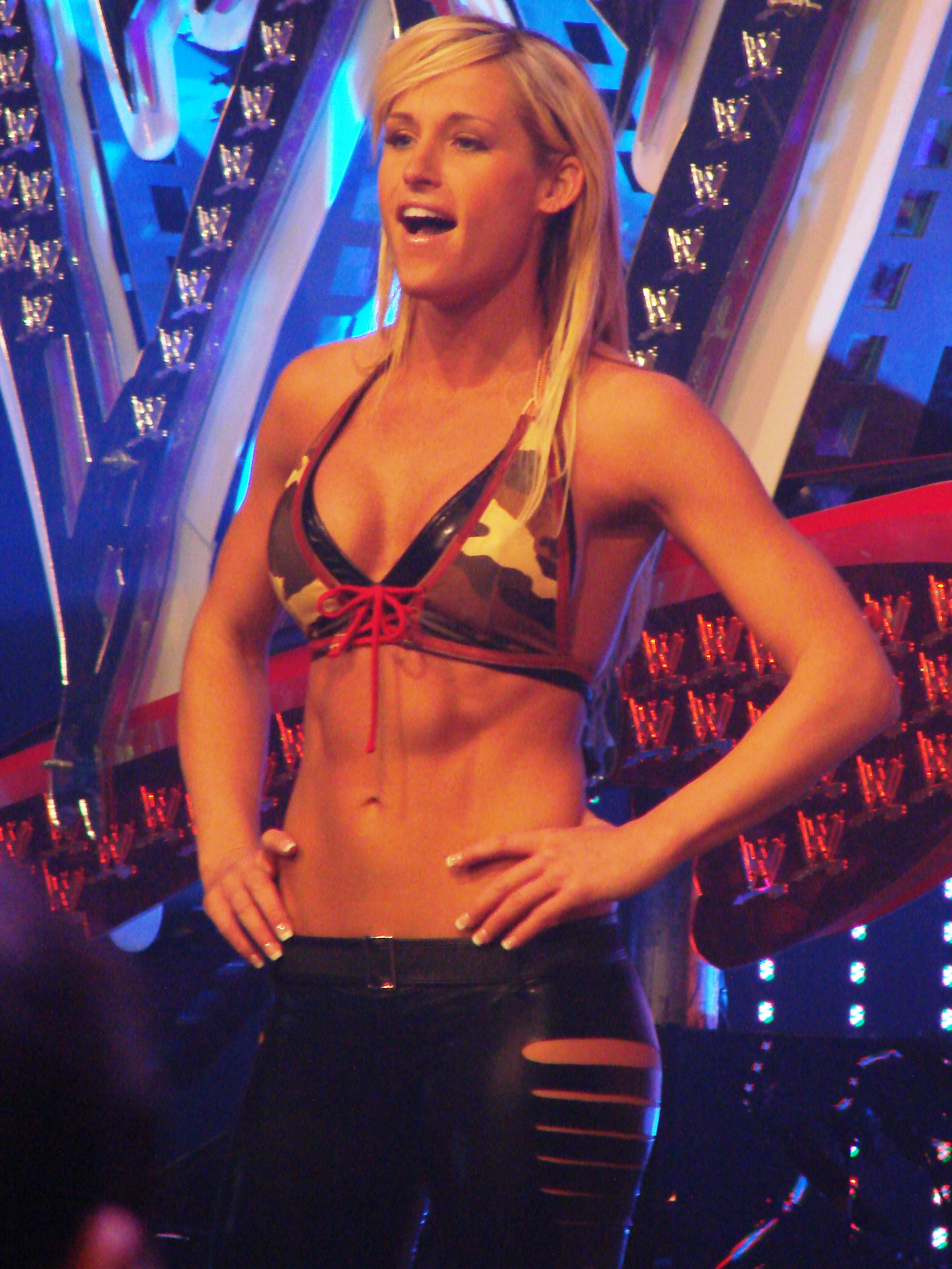
Michelle McCool unificò il Women's Championship con il Divas Championship

Nella puntata di SmackDown! del 6 giugno 2008, venne introdotto il WWE Divas Championship e a The Great American Bash Michelle McCool sconfisse Natalya diventando la prima detentrice del titolo. Il 5 aprile 2009 a WrestleMania XXV, le ex Divas Sunny, Victoria, Torrie Wilson, Molly Holly, Miss Jackie e Joy Giovanni apparvero per una notte alla 25 divas battle royal che avrebbe incoronato Miss WrestleMania. Durante il draft 2009, la detentrice del Women's Championship Melina passò a SmackDown! mentre la detentrice del Divas Championship Maryse passò a Raw. A The Bash, Michelle McCool sconfisse Melina diventando la prima wrestler ad aver vinto il Women's Championship e il Divas Championship. Il 26 luglio 2009 a Night of Champions Mickie James sconfisse Maryse ponendo fine al regno di quest'ultima durato 216 giorni (il più longevo all'epoca), diventando la seconda wrestler ad aver vinto il Women's Championship e il Divas Championship. Il regno di James durò 78 giorni quando perse il titolo contro Jillian Hall a Raw, che a sua volta lo perse quattro minuti dopo contro Melina che divenne la terza wrestler ad aver detenuti tutti e due i titoli femminili.
Nella puntata di Raw del 22 febbraio 2010, Maryse sconfisse Gail Kim conquistando il Divas Championship nella finale di un torneo diventando la prima lottatrice ad aver vinto lo stesso titolo due volte. Il 12 aprile a Raw, Eve Torres vinse il Divas Championship sconfiggendo Maryse divenendo la prima wrestler del Diva Search a detenerlo. Dieci giorni più tardi, la WWE licenziò Mickie James causando qualche controversia e il 25 aprile a Extreme Rules Beth Phoenix conquistò per la terza volta il Women's Championship dopo aver sconfitto Michelle McCool in un Extreme Makeover match. Nella puntata di SmackDown! del 14 maggio, Layla sconfisse Beth Phoenix vincendo per la prima volta il Women's Championship in un handicap match insieme a Michelle McCool diventando l'unica wrestler britannica ad aver vinto tale titolo (durante il regno McCool non fu officialmente la co-campionessa, difese il titolo svariate volte al posto di Layla ma non fu mai riconosciuto come detentrice del titolo).
A Night of Champions, Michelle McCool sconfisse Melina unificando il Women's Championship con il Divas Championship: dopo ciò il Women's Championship fu ritirato dalla federazione. McCool perse il Divas Championship contro Natalya il 21 novembre alle Survivor Series in un handicap match che includeva anche Layla.
Il 31 agosto 2010 la WWE assunse Isis the Amazon, wrestler alta 206 cm che avrebbe dovuto lottare utilizzando il nome Aloisia apparendo nella terza stagione di NXT ma venne rilasciata dal suo contratto due settimane dopo poiché la federazione aveva trovato delle foto di nudo e venne sostituita da Kaitlyn. Il 30 novembre nell'ultima puntata della terza stagione di NXT, Kaitlyn vinse la terza stagione sconfiggendo in finale Naomi.
Nel mese di dicembre la WWE assunse Kharma precedentemente conosciuta come Awesome Kong. La federazione iniziò a mandare in onda delle vignette che vedeva Kharma togliere la testa a delle bambole e ridere maniacalmente. Kharma debuttò il 1º maggio 2011 a Extreme Rules attaccando Michelle McCool e altre divas nelle settimane a venire. Successivamente abbandonò la federazione perché era incinta. Nella puntata speciale di Raw rinominata Power to the People del 20 giugno, Kelly Kelly vinse un sondaggio del pubblico che avrebbe decretato la prima sfidante al Divas Championship: Kelly Kelly sconfisse Brie Bella conquistando il titolo e divenne la detentrice più giovane del titolo (record superato da Paige nel 2014). La vittoria le valse lo Slammy Award "Divalicious Moment of the Year". Nel mese di agosto Melina e Gail Kim furono rilasciate dalla WWE.
Nell'estate del 2011 ci fu una controversia riguardo a cosa rende una divas della WWE "vera", dovuto a un articolo postato dalla federazione sul sito ufficiale e dalla rivalità tra Eve Torres e Kelly Kelly contro le Divas of Doom (Beth Phoenix e Natalya). Phoenix sconfisse Kelly Kelly per il titolo a Hell in a Cell. Maryse fu rilasciata dal suo contratto il 28 ottobre. Nella puntata di Raw del 23 aprile 2012, Nikki Bella sconfisse Beth Phoenix in un lumberjill match ponendo fino al regno di Phoenix durato 204 giorni. Il 29 aprile a Extreme Rules, Layla fece il suo ritorno sconfiggendo Nikki Bella diventando la quinta donna ad aver detenuto entrambi i titoli femminili. Il contratto delle Bella Twins scadde il giorno seguente e in storyline vennero licenziate da Eve Torres.
Nel mese di luglio, il profilo di Kharma fu spostato nella sezione alumni della WWE che successivamente confermò. Il 9 luglio, Eve Torres e AJ Lee divennero le prime divas a lottare nel main event di Raw dal match di Trish Stratus e Lita del 2004 in un tag team match insieme a CM Punk e Daniel Bryan. Durante il 2012, AJ Lee fu coinvolta in molte relazioni con wrestler del calibro di CM Punk, Daniel Bryan, Kane, John Cena e Dolph Ziggler tra cui un periodo nel ruolo di general manager di Raw. Il 16 settembre a Night of Champions, Eve Torres sconfisse Layla divenendo la prima wrestler ad aver detenuto il titolo per tre volte. Il 28 settembre, Kelly Kelly fu rilasciata dalla WWE dopo un periodo d'assenza.
Il 29 ottobre Beth Phoenix lasciò la federazione al termine del suo contratto, nel suo ultimo match sconfisse AJ Lee. Il mese dopo, la WWE pubblicò un articolo sul sito ufficiale annunciando l'inizio di una nuova era nella divisione delle divas. A TLC, AJ interferì nel ladder match tra John Cena e Dolph Ziggler facendo cadere Cena dalla scala.

### Total Divas (2013–2015)

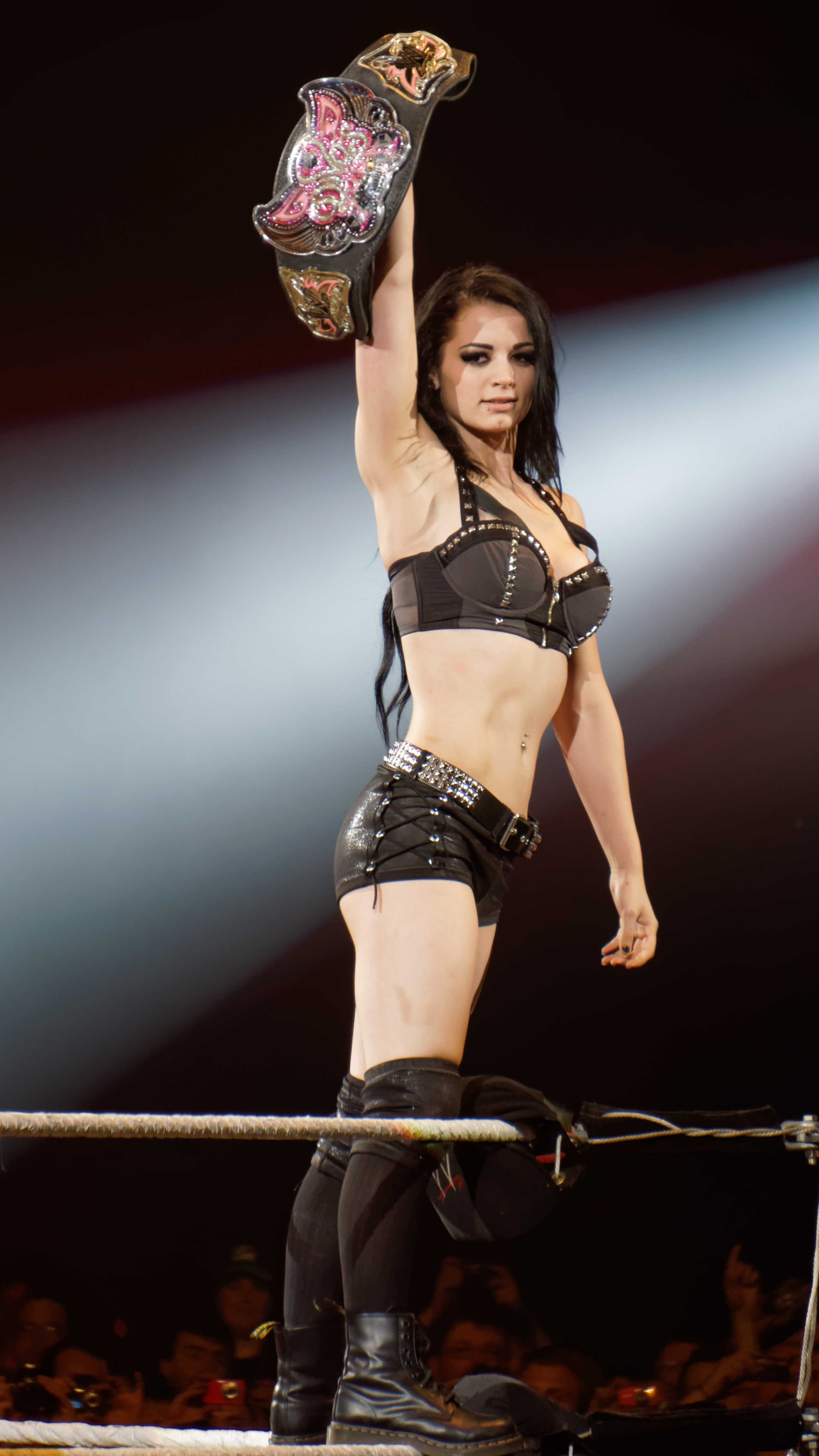
Paige fu la più giovane detentrice del titolo femminile in WWE

Nella puntata del ventesimo anniversario di Raw del 14 gennaio 2013, Kaitlyn sconfisse Eve Torres per conquistare il Divas Championship. Eve abbandonò la WWE dopo la scadenza del suo contratto. Le Bella Twins fecero il loro ritorno in WWE l'11 marzo a Raw. Kaitlyn perse il Divas Championship contro AJ Lee il 16 giugno a Payback, concludendo il suo regno di 153 giorni. La prima firma del contratto tra le Divas ebbe luogo il 12 luglio a SmackDown!, che portò alla rivincita tra AJ Lee e Kaitlyn a Money in the Bank dove Lee sconfisse Kaitlyn per mantenere il titolo.
Nel luglio del 2013 fu presentata in anteprima la prima stagione del reality Total Divas con protagoniste le donne della WWE. Nella puntata di Raw del 26 agosto AJ Lee tenne un promo in cui criticò il cast di Total Divas su ciò che rende una donna una "vera" Diva e da ciò nacque una faida tra lei e le Bella Twins. Agli Slammy Awards del 2013, il premio Diva of the Year fu vinto da Brie Bella e Nikki Bella. L'8 gennaio 2014, Kaitlyn decise di lasciare la WWE per perseguire altri obiettivi di carriera, perdendo il suo ultimo incontro con AJ Lee. Verso la fine del mese AJ divenne la campionessa in carica più longeva della storia, superando il regno di Maryse di 216 giorni. Nella puntata del 12 marzo di Main Event AJ Lee difese con successo il titolo contro Natalya in un match durato quattordici minuti (match femminile più lungo dal 1987). Nella puntata di Raw del 24 marzo fu annunciato da Vickie Guerrero che AJ avrebbe difeso il Divas Championship contro l'intero roster femminile a WrestleMania 30, rendendola la prima volta che il titolo sarebbe stato difeso durante un'edizione di WrestleMania.
Nella puntata di Raw successiva a WrestleMania 30, Paige fece il suo debutto nel roster principale sconfiggendo AJ Lee per diventare nuova Divas Champion, terminando il suo regno record durato 295 giorni. Con questa vittoria, Paige divenne la più giovane campionessa femminile nella storia della WWE (21 anni e 233 giorni) nonché la prima donna a detenere contemporaneamente l'NXT Women's Championship e il Divas Championship.
Nel frattempo Brie Bella entrò in faida con Stephanie McMahon dopo Payback, come parte della storyline di suo marito Daniel Bryan contro l'Authority - McMahon ha minacciato di licenziare Bella se, un ferito, Bryan non avesse rinunciato al WWE World Heavyweight Championship, che ha costretto Brie a "dimettersi" prima di schiaffeggiare McMahon in faccia. A metà giugno, Vickie Guerrero lasciò reciprocamente la WWE, dopo aver perso contro Stephanie McMahon in una partita di budino. AJ Lee è tornato dopo una pausa di due mesi, sconfiggendo Paige in una partita improvvisata per riconquistare il Divas Championship mentre entrambi hanno scambiato il campionato fino a SummerSlam e poi a Night of Champions. A SummerSlam, Stephanie McMahon ha sconfitto Brie Bella nel suo primo incontro in dieci anni, dopo che Nikki Bella ha attaccato sua sorella. Ciò ha portato a un incontro tra i gemelli a Hell in a Cell, dove il perdente è stato costretto a diventare l'assistente personale del vincitore per 30 giorni, dove Nikki ha sconfitto Brie. AJ Lee ha vinto il Divas Championship per la terza volta da record alla Night of Champions contro Paige e Nikki Bella. Con questa vittoria, AJ Lee ha pareggiato con Eve Torres per il maggior numero di vittorie di sempre a tre.
Nikki Bella ha ricevuto il suo match per il titolo contro AJ Lee il 23 novembre alle Survivor Series, che ha vinto, con l'aiuto di Brie, diventando una due volte Divas Champion. Il duo si era riconciliato a questo punto.

## Promozione

### Concorsi
Il WWE Diva Search, noto come WWE Raw Diva Search fino al 2006, è stato un concorso femminile di wrestling organizzato annualmente dalla WWE tra il 2004 e il 2007.

### Servizi fotografici
- 1999: Come Get Some
- 2000: Postcard From The Caribbean
- 2001: Divas in Hedonism
- 2002: Tropical Pleasure
- 2003: Desert Heat
- 2004: South of the Border
- 2005: Viva Las Divas
- 2006: Divas Do New York
- 2007: Los Angeles
- 2008: Summer Skin

### Documentari
- 1998: Sable Unleashed
- 2000: Chyna Fitness: More Than Meets the Eye
- 2001: Lita: It Just Feels Right
- 2003: Trish Stratus: 100% Stratusfaction Guaranteed
- 2014: Stephanie McMahon: Fit Series
- 2018: Then, Now, Forever: The Evolution of WWE's Women's Division
- 2019: Trish & Lita: Best Friends, Better Rivals